# Den rige Lazarus
Den rige Lazarus er en amerikansk stumfilm fra 1922 af Alfred E. Green.

## Medvirkende
- Thomas Meighan som Tom Redding
- Lila Lee som Mary Thorne
- Frederick Burton som Otis Grimley
- Cyril Ring	som Eustace Grimley
- Charles S. Abbe som H.H. Hornby
- Florence Dixon som Olivia Hornby
- Gertrude Quinlan som Aggie Twaddle